# Vieux Fort (Quarter)
Vieux Fort ist ein Quarter (Distrikt) im Süden des kleinen Inselstaates St. Lucia. Das Quarter hat 16.329 Einwohner (Volkszählung 2001). Hauptort des Quarters ist die am Meer gelegene Gemeinde Vieux Fort mit dem Ravine Rozette. Zum Quarter gehören auch die Maria Islands.

## Maria Islands
Die Maria Islands sind zwei an der Südwestküste Vieux Forts gelegene Inseln. Auf den Inseln ist die unberührte Natur erhalten, da sie als Naturschutzgebiet nicht besiedelt sind.

## Einwohnerentwicklung
| Volkszählungsergebnisse |           |
| Jahr                    | Einwohner |
| 1970                    | 08.108    |
| 1980                    | 10.957    |
| 1991                    | 13.140    |
| 2001                    | 16.329    |

## Orte
| - Augier - Belle Vue - Black Bay - Black City - Grace | - La Resource - Pierrot - St. Urban - Vieux Fort - Zaboo |